# Central (Arizona)
Pour les articles homonymes, voir Central.
Central est une census-designated place du comté de Graham, dans l'État de l'Arizona, aux États-Unis. En 2020, elle compte une population de 758 habitants.